# Baja Normandía
Baja Normandía (en francés: Basse-Normandie) fue una región de Francia creada en 1956 que agrupaba tres departamentos: Calvados, Orne y La Mancha. Esta región es atravesada por el meridiano de Greenwich. La capital de la región era la ciudad de Caen.
En el marco de la reforma territorial de 2014, Baja Normandía se fusionó con Alta Normandía el 1 de enero de 2016 para formar la región de Normandía.

## Historia

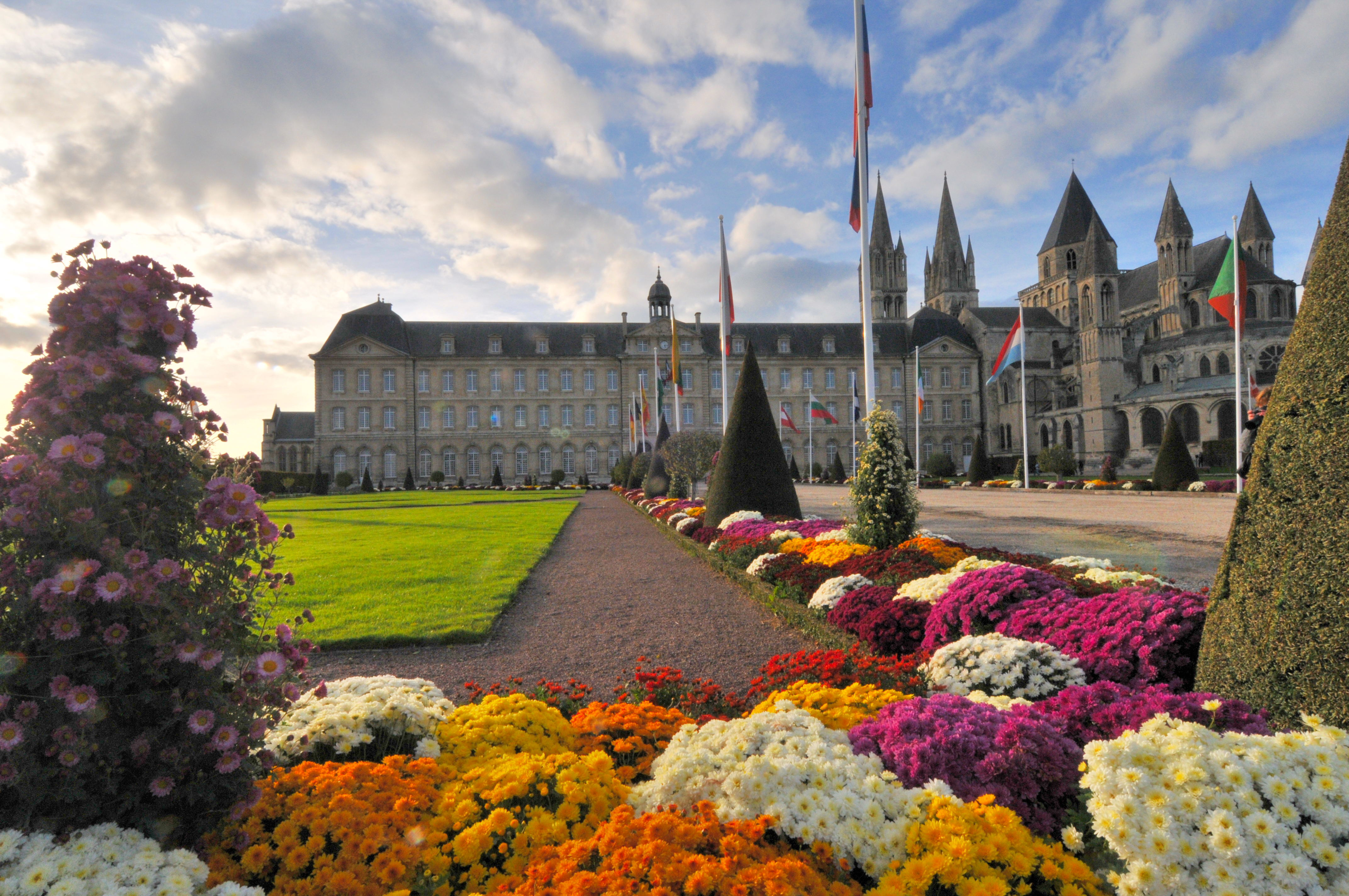
Abadía de los Hombres de Caen.

Las playas de Calvados fueron el sitio del Día D, los desembarcos en junio de 1944 y la posterior batalla de Normandía destruyeron muchos pueblos y ciudades de la región.

## Población
La población estimada en el año 2014 era de 1.443.000 habitantes.

## Economía
Se nutre principalmente de la agricultura: el ganado, el sector lechero, textiles y fruta son sus industrias importantes. El mineral de hierro se extrae cerca de Caen. El turismo también es importante y cuenta además con un ferry que va a Inglaterra (desde el puerto de Cherbourg)